# Cinergi Pictures
Cinergi Pictures Entertainment Inc. foi uma pequena empresa de produção independente, fundada por Andrew G. Vajna, depois de ter vendido sua parte em sua primeira empresa de produção, Carolco International Pictures, em 1989. A empresa teve muitos filmes de sucesso, notadamente Die Hard with a Vengeance (1995). No entanto, a maioria de seus filmes foram um fracasso na bilheteria, entre eles estão: Color of Night, Judge Dredd, The Scarlet Letter, Nixon, Shadow Conspiracy, Deep Rising e An Alan Smithee Film: Burn Hollywood Burn.